# Dypsis ambanjae
Dypsis ambanjae е вид растение от семейство Палмови (Arecaceae). Видът е критично застрашен от изчезване.

## Разпространение
Разпространен е в Мадагаскар.